# Бельковый промысел

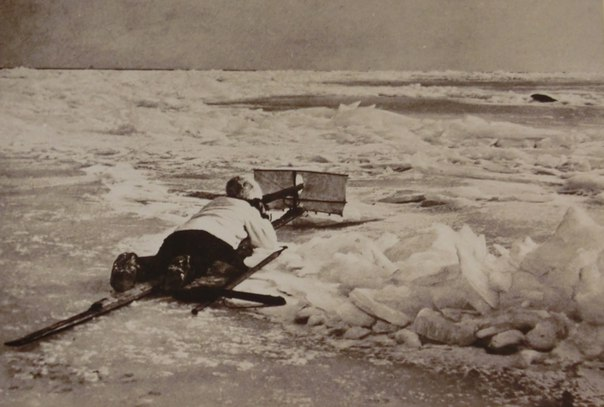
Финский охотник на тюленей

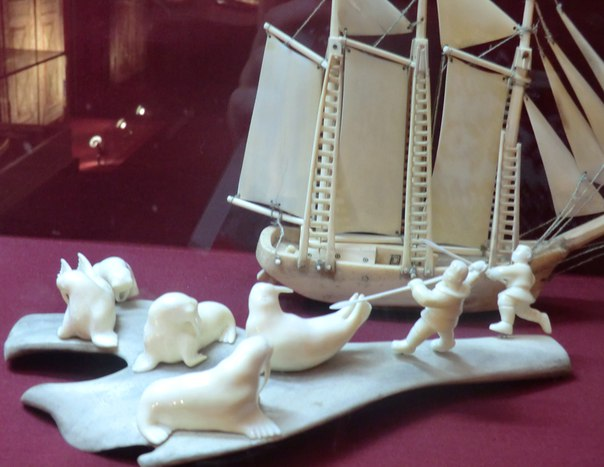
Забой тюленей. Резьба по кости (Российский этнографический музей)

Белько́вый про́мысел — вид пушного промысла, объектом которого является белёк. Белёк — новорождённый детёныш гренландского или каспийского тюленя, покрытый белоснежным мехом. На протяжении последних лет этот промысел привлекает внимание различных природоохранных организаций и подвергается жёсткой критике с их стороны. Коренные народы раньше сдерживали количество бельков, существует мнение, что отказ от промысла нарушит баланс в природе, что может грозить экологической катастрофой.

## Краткое описание

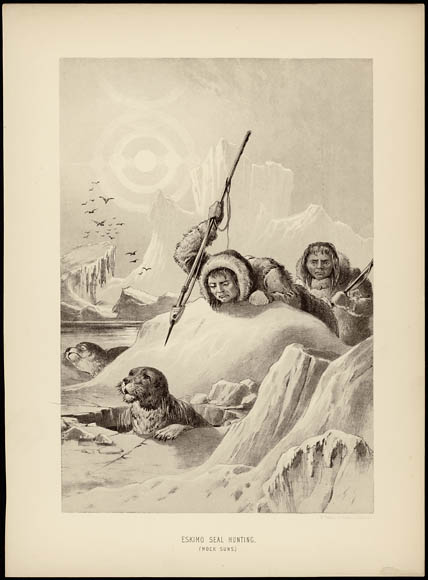
Эскимосы, охотящиеся на тюленей

Забой бельков происходит с конца февраля — по начало марта и занимает не более 10 дней. В этот короткий промежуток времени самки тюленя устраивают залёжки на льду, где происходят роды. В этот ограниченный срок к местам залёжки отправляются промысловые суда. Кроме Белого моря, гренландский тюлень также широко распространён в Северной Атлантике и морях Северного Ледовитого океана — Гренландском, Баренцевом, Карском. Традиционно забой бельков осуществляется при помощи дубин.

## История
Бельки на протяжении долгих лет оставались объектом пушного промысла в крупных масштабах. По словам Владимира Латки, научного директора фонда защиты китов, местом, где впервые обратили внимание на бельков как на материал для производства стала Канада. Мода на аксессуары и меховые изделия из шкурок бельков возникла в середине XIX века; она дошла и до наших времён: ещё в дореволюционные годы прибывали иностранные корабли и активно вели промысел. Бельков забивали прямо на залёжках — их ещё называют "родильным домом". Зверобои из разных стран (в основном норвежцы и русские) уничтожали за сезон сотни тысяч животных.
Одновременно велась и традиционная охота — поморы выходили в море на лодках-ледянках в пределах видимости берега, забивая животных гарпунами. Поморы охотились на ластоногих, как правило, ради жира и шкуры, добывая, как правило, около двух сотен за сезон.
Елена Жаркова, представитель Коалиции по сохранению Южного океана и Антарктики: "Власти видели большие перспективы в зверобойном промысле, выделяли дотации. На места забоев отправляли даже фотографов, приходилось всё подавать в позитивном ключе. Впоследствии те признавались, что эти съёмки были для них очень тяжёлыми в эмоциональном плане".

### Кампания по спасению бельков
За прекращение истребления бельков активисты разных стран мира боролись десятилетиями. Прорабатывали альтернативные варианты для тех, кто занимался промыслом, чтобы люди не остались без работы. Собирали подписи среди населения, учёные публиковали открытые письма и проводили исследования, чтобы показать, чем грозит популяции убой. В кампанию вовлекали известных людей, подключали СМИ.
Несмотря на такие усилия, в Канаде продолжается масштабная охота на гренландских тюленей и их детенышей. Заместитель руководителя программы "Белуха — белый кит" Института проблем экологии и эволюции имени А. Н. Северцова РАН Дмитрий Глазов объясняет это так: "Это часть политики в отношении местного населения — коренным народам выделяют дотации, поддерживают их таким образом. Конечно, там есть общественные организации, протестующие против всего этого. Однако мнение общин очень весомо. В России это не сработало".

## Статистика
По результатам первой учётной аэрофотосъёмки беломорской популяции, проведенной в 1928 году, численность популяции была определена примерно в 3,0—3,5 млн голов. Интенсивная добыча белька привела к сокращению популяции до 1,0—1,5 млн к середине 1950-х годов. Численность гренландского тюленя по всему ареалу его обитания сократилась примерно до 7 млн. К середине 60-х годов численность упала примерно до 2,5 млн голов, а численность беломорской популяции — до 300 тыс. Учёт численности детенышей гренландского тюленя при помощи тепловизионной съёмки показывает, что в 2003 году число новорожденных детёнышей было порядка 350 тыс., тогда как в 2008 году уже менее 120 тыс.
В настоящий момент времени (2011 г.) численность БГТ составляет реально 500—700 тыс. в отличие от 1,1—1,3 млн, определяемой официальной прессой.
Почти детективная история происходит с БГТ — оценки численности ПИНРО и Норвегии к 1998—2004 гг. по неизвестным причинам возросли с 700 тыс. до 1,7 млн по российским оценкам (Кузнецов, 2004) и 2—2,2 млн по норвежским. И это на фоне разгрома кормовой базы БГТ. А затем, также по неясным причинам вновь реально упала до указанных пределов.
Введённый запрет на белька при сохранении возможности промысла на старшие возрастные классы носит крайне опасный характер — при эксплуатации последних и крайне низкой численности пополнения реален очередной обвал численности популяции.
В России Министерство природных ресурсов устанавливает квоты на улов, которые в последнее время колеблются от 40 до 120-ти тыс. голов. Стоимость шкурки белька примерно колеблется от 80 до 40 долларов. В России в этом промысле занято около 300 зверобоев-поморов.

## Деятельность защитников животных
Одной из первых организаций, которая встала на защиту бельков, является Международный фонд защиты животных (IFAW). Охрана бельков гренладского тюленя явилась основной причиной создания этой организации. IFAW ведёт активную работу по защите гренландского тюленя как в Канаде, так и в России.
В дальнейшем к защите гренландского тюленя присоединилось много известных людей. Так, в 1977 году Брижит Бардо организовала демонстрацию возле норвежского посольства в Париже. Вскоре президент Франции ввёл запрет на импорт изделий из меха белька. Таким образом, Франция стала первой страной, где были введены специальные меры, направленные против истребления бельков. Позднее ряды известных защитников бельков пополнил Пол Маккартни, также осуществивший несколько акций протеста и летавший на места забоя в Канаду.
Члены организации «Морской пастух» часто выступали в защиту тюленей. На своих судах они неоднократно таранили зверобоев. Также волонтёры практиковали окрашивание белька органическим красителем. Из-за этого шерсть тюленей становилась непригодной для охотников.

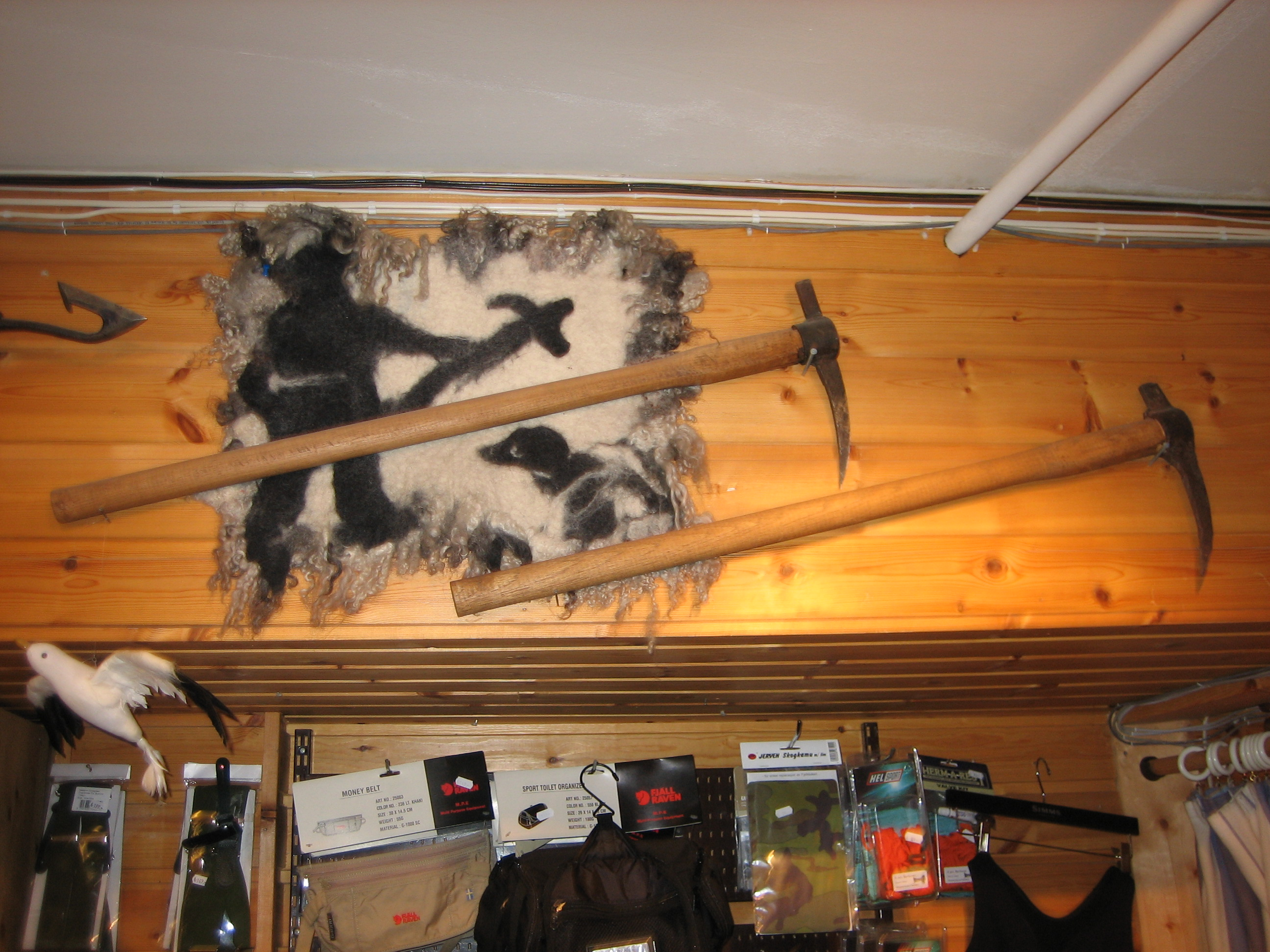
Приспособления для охоты на тюленей в музее города Тромсё, Норвегия

В России в марте 2008 г. усилиями общественности впервые в истории был введён временный запрет на работу на льду, что автоматически препятствовало проведению охоты на бельков. Эта беспрецедентная победа произошла благодаря широкому возмущению общественности и обращению к президенту знаменитых людей России. Андрей Макаревич, после громкой пресс-конференции с участием Елены Камбуровой, Константина Райкина, Лаймы Вайкуле, Михаила Ширвиндта, Ирины Новожиловой, связался по телефону с администрацией президента и губернатором Архангельской области и получил заверение в поддержке протеста. Лайма Вайкуле, Виктор Гусев, Артемий Троицкий, Алёна Свиридова, А. Ф. Скляр совершили полёт на вертолётах с высадкой на льды Белого моря к новорождённым тюленям, организованный Центром защиты прав животных «Вита». В поддержку протеста выступил Андрей Аршавин. Протест поддержали знаменитые артисты, музыканты, режиссёры, художники, скульпторы, академики, журналисты, спортсмены и телеведущие. Мало того, пока отмена забоя детёнышей тюленя не закреплена законодательно, в конце марта зверобои на судах вышли в море и организовали охоту на подросшего детёныша тюленя — серку. Президенту РФ Дмитрию Медведеву было направлено новое обращение.

## Современное положение
До 2009 года Россия являлась фактически единственной страной в мире, где промысел бельков был разрешён. Кроме того, по мнению некоторых экспертов, Россия является и главным экспортёром изделий из тюленьего меха. Добыча тюленьего меха также проводится в Канаде, Норвегии, Дании и Намибии. В Канаде же и самые высокие показатели добычи меха — до 300 тыс. шкурок за сезон. Кроме того, по мнению зоозащитников, существующие ограничения нарушаются, а власти препятствуют проникновению журналистов на места промысла.
Ключевая роль в добыче тюленьего меха и сбыта изделий из него принадлежит норвежской компании «Рибер-Скин», имеющей обрабатывающие фабрики в Норвегии и Канаде (планируется строительство и в России). Однако, несмотря на планируемое увеличение квот на забой детёнышей тюленя (в России и Канаде), рынок остаётся крайне неустойчивым, так, в 2006 году «Рибер-Скин», сожгла 10 тыс. тюленьих шкурок, будучи не в состоянии их реализовать.
С февраля 2009 года в России введён полный (временный) запрет охоты на детёнышей тюленя всех возрастных групп (бельков, хохлуш и серок). Но сохранена возможность промысла старших возрастных классов.
Защитники животных по всему миру аплодировали российскому премьер-министру Владимиру Путину за то, что он добился запрета. После этого известная американская звезда Памела Андерсон (Pamela Anderson) отправила Путину письмо с просьбой уговорить правительство Канады пойти на аналогичный шаг и запретить охоту на тюленей. В начале мая 2009 ЕС принял решение о запрете продажи в европейских странах изделий, изготовленных из тюленьего меха. В Канаде эту новость восприняли в штыки: сначала канадский генерал-губернатор Мишель Жан (Michaelle Jean) публично проглотила кусок сырого сердца тюленя во время проведения эскимосского культурного фестиваля. Затем в марте 2010 депутаты парламента Канады публично попробовали блюда из тюленьего мяса в знак протеста против запрета Европейского союза на мясо и мех тюленей. В меню, разосланном от имени парламентариев, было указано, что обед будет состоять из закуски и трёх основных блюд, в которые будет включено тюленье мясо. По словам сенатора Селин Эрвье-Пайетт (Celine Hervieux-Payette), в обеде приняли участие представители всех четырёх канадских политических партий. «Все политические партии будут иметь возможность продемонстрировать всему миру солидарность с теми, кто зарабатывает на жизнь охотой на тюленей», — заявила сенатор.
С 20 августа 2010 ЕС ввёл запрет на торговлю всеми видами продукции из тюленя. Введённый Европейским союзом запрет значим тем, что он делает незаконной торговлю продукцией из тюленя, добытого в результате всех коммерческих выловов, в том числе — промыслов в Канаде, Намибии и Норвегии, защищая при этом охотничий промысел эскимосов и других туземных народностей. IFAW ожидает, что это положит конец промыслу тюленей в Канаде.